# Shutesbury
Shutesbury és una població dels Estats Units a l'estat de Massachusetts. Segons el cens del 2000 tenia 1.810 habitants.

## Demografia
Segons el cens del 2000, Shutesbury tenia 1.810 habitants, 662 habitatges, i 479 famílies. La densitat de població era de 26,3 habitants/km².
Dels 662 habitatges en un 44,1% hi vivien nens de menys de 18 anys, en un 61,3% hi vivien parelles casades, en un 8,5% dones solteres, i en un 27,5% no eren unitats familiars. En el 17,5% dels habitatges hi vivien persones soles el 3% de les quals corresponia a persones de 65 anys o més que vivien soles. El nombre mitjà de persones vivint en cada habitatge era de 2,72 i el nombre mitjà de persones que vivien en cada família era de 3,08.
Per edats la població es repartia de la següent manera: un 28,6% tenia menys de 18 anys, un 5,9% entre 18 i 24, un 29% entre 25 i 44, un 30,8% de 45 a 60 i un 5,7% 65 anys o més.
L'edat mediana era de 39 anys. Per cada 100 dones de 18 o més anys hi havia 91,8 homes.
La renda mediana per habitatge era de 60.438 $ i la renda mediana per família de 65.521$. Els homes tenien una renda mediana de 44.000 $ mentre que les dones 32.069$. La renda per capita de la població era de 26.260$. Entorn de l'1% de les famílies i el 3,8% de la població estaven per davall del llindar de pobresa.